# 喜士定公園
喜士定公園是一座位於加拿大卑詩省溫哥華的市區公園。公園坐落溫市東北隅的喜士定－日升區，佔地66公頃（162英畝），由溫哥華市政府委託太平洋國家展覽會（PNE）管理。PNE於園内舉辦一年一度為期17日的夏季遊樂會，每年亦從5月到10月營運機動遊樂場「遊樂天地」（Playland）。此外，溫哥華的主要賽馬場地喜士定馬場亦位於園内。

## 歷史
卑詩殖民地政府於1860年代在現溫市東北隅劃下喜士定鎮址（Hastings Townsite），以便日後發展。溫哥華市議會後於1888年向卑詩省政府提出將喜士定鎮址內部分土地撥給溫市政府作建設公園之用，省政府遂於1889年將鎮址內160英畝土地交予市政府，但土地仍屬省政府。喜士定馬場於1892年啓用，而溫哥華展覽協會亦從1907年起在園内舉行展覽會以展示溫哥華的經濟產業。該協會後來改稱太平洋國家展覽會（PNE），並從1910年起舉辦每年一度的夏季遊樂會。連同喜士定公園在內的喜士定鎮址於1911年正式納入溫哥華市界綫之內。機動遊樂場Playland的前身Happyland於1926年開幕。
日本於1941年襲擊珍珠港後，加拿大聯邦政府於1942年下令將國內日裔居民遣送到卑詩省內陸和亞伯達省的集中營。部分日裔居民遷至集中營前被拘禁於喜士定公園的建築，而當局亦在此進行甄別程序。當局於1993年在喜士定公園內設立紅葉花園（Momiji Gardens），以紀念這段歷史。二戰過後，1954年大英帝國和聯邦運動會於園内舉行。PNE從1972年起改組成省政府轄下的公營機構，並從溫市政府租用公園部分土地以繼續舉行遊樂會和其它活動。
省政府曾於1990年代建議將PNE會址從喜士定公園遷至素里市，然後再由市政府將會址覆蓋的12公頃土地改作綠化地帶。省政府其後改變初衷，並與市政府就移交PNE的運作權展開磋商。雙方於2003年達成協議，市政府並於2004年1月1日接管PNE，遊樂會得以維持在喜士定公園舉行。

## 體育場地

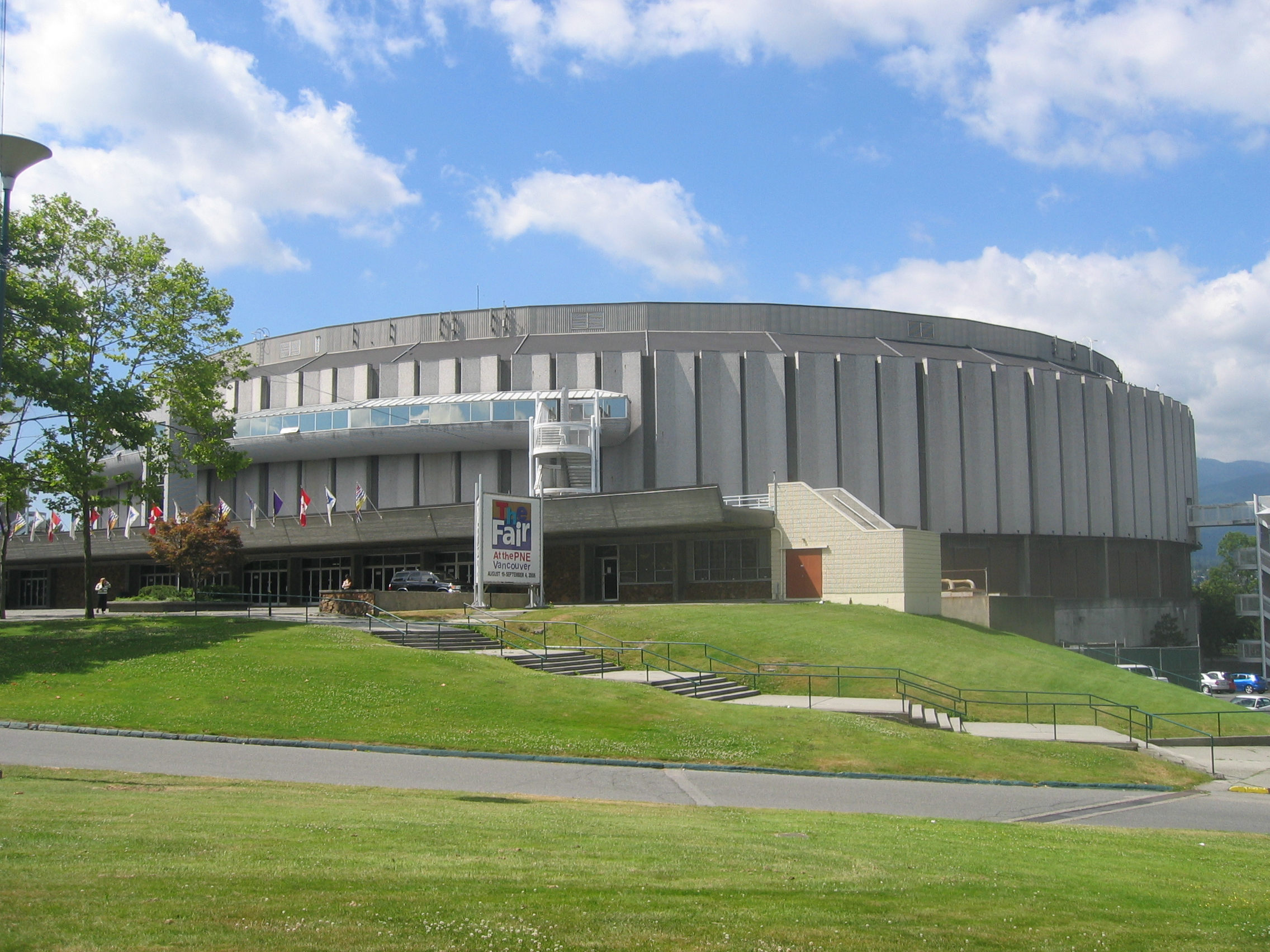
太平洋體育館

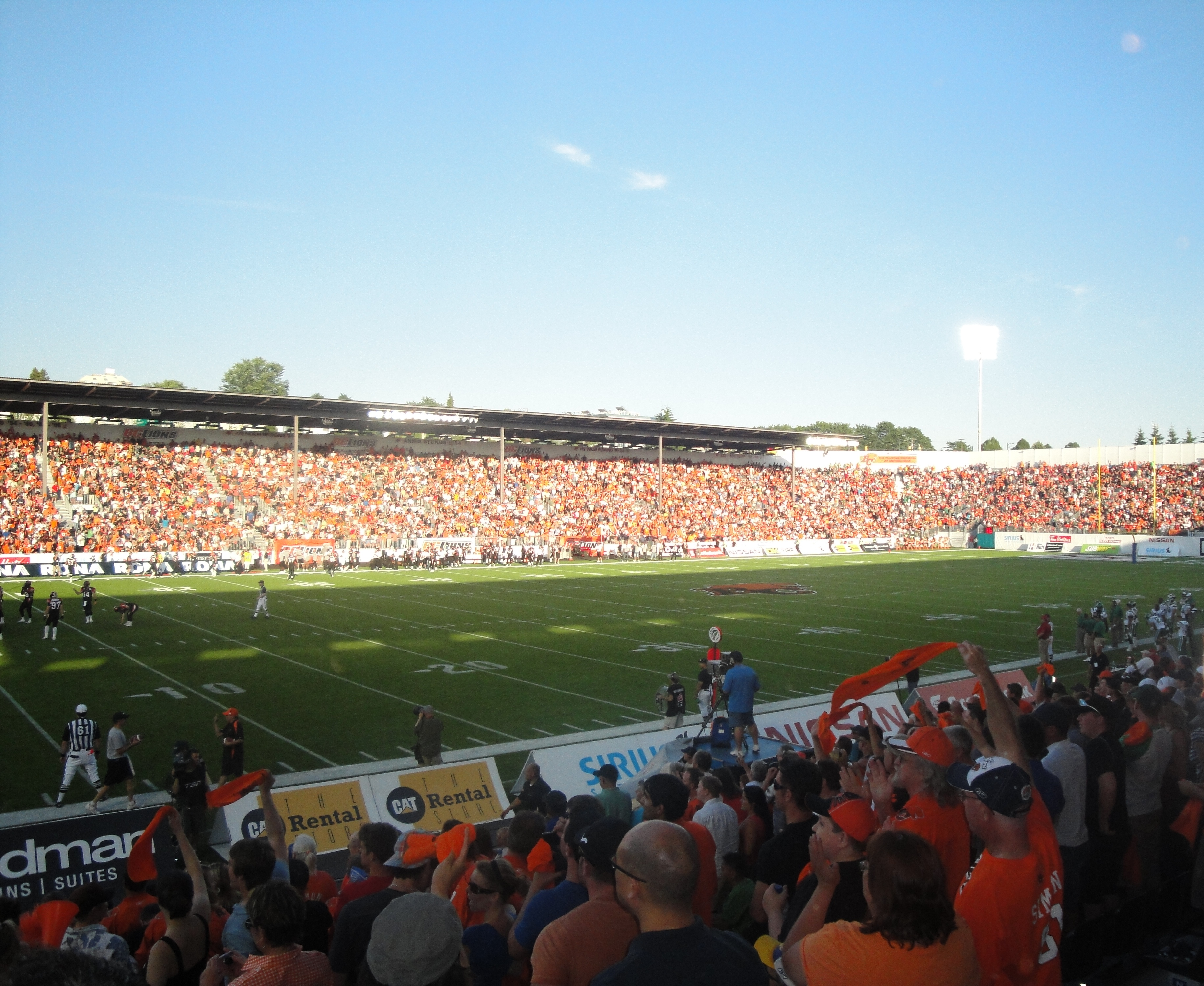
帝國球場

溫哥華數處現存或已拆卸的體育場地皆座落喜士定公園之內：
- 溫哥華體育館（英语：Vancouver Forum）

1931年落成。1948年至1968年間用作西部冰球聯盟旗下温哥华加人队的主場館。
- 錯誤：語言代碼「en:Empire Stadium (Vancouver)」不存在

1954年開幕，為舉行大英帝國和聯邦運動會而建。1954年至1982年間用作加拿大加式足球聯盟旗下卑詩雄獅隊的主場；1974年至1983年間用作北美足球联盟旗下溫哥華白浪隊的主場。卑詩體育館於1983年開幕後，雄獅隊和白浪隊皆遷至該場館，而帝國體育館亦於1993年拆卸。
- 太平洋體育館

1968年開幕。1968年至1970年間用作西部冰球聯盟旗下溫哥華加人的主場館；1970年至1995年間用作國家冰球聯盟旗下溫哥華加人的主場館，至加人隊遷進通用汽車體育館（現羅渣士體育館）為止。現為{{le|西部冰球聯盟|Western Hockey League]]旗下溫哥華巨人的主場館。2010年冬季奧運會的花式滑冰和短道速滑賽事皆在此舉行。
- 帝國球場（英语：Empire Field）

2010年開幕。卑詩體育館改建期間用作卑詩雄獅和美國職業足球大聯盟旗下溫哥華白浪的臨時主場。卑詩體育館改建工程於2011年完成後，雄獅隊和白浪隊遷回該場館，而帝國球場亦將拆卸。

## 外部連結

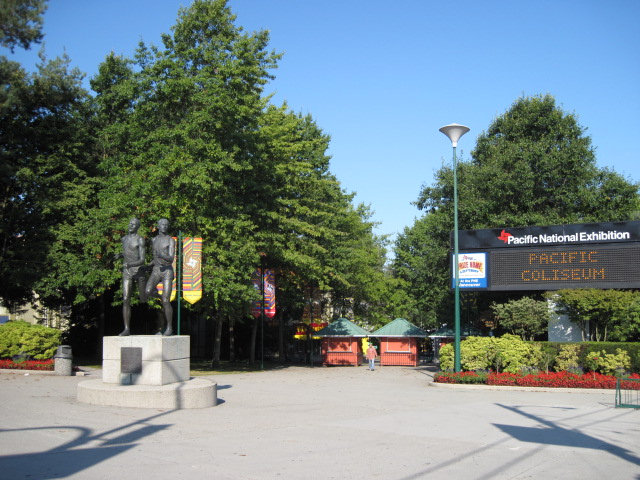
喜士定公園入口

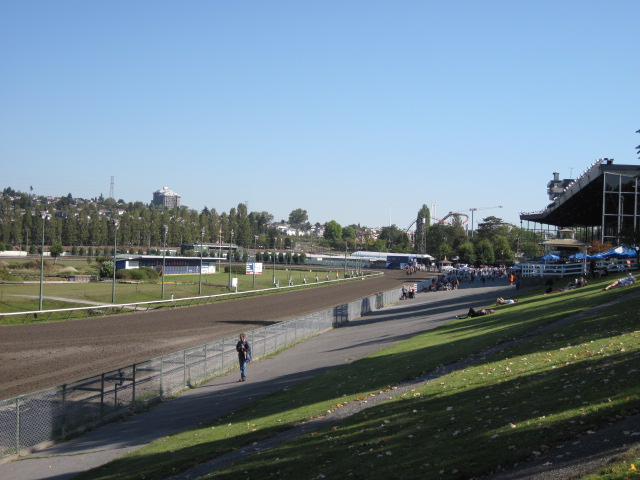
喜士定馬場，遠處可見Playland的機動遊戲

- Hastings Park / PNE Planning （页面存档备份，存于） 溫哥華市政府網站 喜士定公園規劃頁面
- Vancouver Park Board - Parks and Gardens 溫哥華公園及康樂局網站 喜士定公園頁面
- Hastings Park Conservancy （页面存档备份，存于） 喜士定公園保育協會網站